# Prosopocera flavoguttata
Prosopocera flavoguttata är en skalbaggsart som först beskrevs av Aurivillius 1913.  Prosopocera flavoguttata ingår i släktet Prosopocera och familjen långhorningar.
Artens utbredningsområde är:
- Angola.
- Ghana.

Inga underarter finns listade i Catalogue of Life.